# 斯塔尔·索尔巴肯
斯塔爾·蘇巴根（挪威語：Ståle Solbakken，1968年2月27日—）是一名挪威前足球運動員，退役後擔任教练工作，現擔任挪威國家足球隊主教練，曾任教哥本哈根、科隆和狼隊。

## 生平
蘇巴根的球員事業戰績彪炳，曾獲選1995年挪威年度最佳中場球員（Kniksen Award Midfielder of the year），效力阿爾堡和哥本哈根期間於1999年及2001年分別贏得丹麥足球超級聯賽錦標，在1990年代代表挪威國家隊上陣58場及射入9球，曾參賽1998年世界盃和2000年歐國盃。他在2001年3月於一次心臟病發後高掛球靴。
作為一名教練，蘇巴根獲選2004年挪威年度最佳教練（Kniksen Award Coach of the year），曾於任教哥本哈根期間5度贏得丹麥足球超級聯賽冠軍。他並於2011/12年球季執教德甲球會科隆。
2020年12月3日，拉尔斯·拉德贝克辭職後，索爾巴肯簽署為期四年的合約成為挪威國家足球隊主教練。

## 榮譽

### 球員
阿爾堡
- 丹麥足球超級聯賽：1998/99年；

哥本哈根
- 丹麥足球超級聯賽：2000/01年；

### 教練
哥本哈根
- 皇家联赛：2005/06年；
- 丹麥足球超級聯賽：2005/06年、2006/07年、2008/09年、2009/10年、2010/11年；
- 丹麦杯：2009年；

### 個人
- 挪威年度最佳中場球員（Kniksen Award Midfielder of the Year）：1995年；
- 挪威年度最佳教練（Kniksen Award Coach of the Year）：2004年；
- 丹麥足球超級聯賽年度最佳領隊：2007年、2011年；

## 外部連結
- FC København profile （丹麦文）
- FC København player statistics （丹麦文）
- AaB profile （丹麦文）
- Ham-Kam profile （挪威文）